# Tanzverbot (Webvideoproduzent)
Tanzverbot (* 8. Februar 1997 in Berlin-Pankow; bürgerlich Kilian Roberto Heinrich) ist ein deutscher Webvideoproduzent und Livestreamer.

## Persönliches
Kilian Heinrich lebte im Berliner Ortsteil Niederschönhausen des Bezirks Pankow. 2017 zog er in das brandenburgische Oranienburg um, ehe er Ende 2017 innerhalb Brandenburgs erneut seinen Wohnsitz wechselte. Nach eigener Angabe brach Heinrich die Schule Anfang der 8. Klasse ab; er besitzt damit keinen Schulabschluss. Zuvor war Heinrich, trotz mehrfachen Schulwechsels, Opfer von Mobbing geworden.

## Karriere
Heinrich begann 2014, Videos aus seinem Kinderzimmer auf YouTube zu veröffentlichen. Den Namen Tanzverbot übernahm er aus einer Weltrangliste des Computerspiels Enemy Territory: Quake Wars, das sein Vater zu der Zeit intensiv spielte. Allerdings gab er in früheren Interviews an, zufällig auf diesen Begriff gestoßen zu sein, als er sich durch verschiedene Wikipedia-Artikel klickte. Von Tanzverboten an stillen Feiertagen wusste er bis dahin nichts, da er nicht in Clubs gehe. Den Namen benutzte er schon vor seiner YouTube-Karriere als Pseudonym bei Online-Spielen.
Bekanntheit erlangte er zunächst durch seine Videos Ansage an […], in denen er bekanntere YouTuber wie Gronkh, BibisBeautyPalace, MontanaBlack, ApoRed oder das Comedy-Trio ApeCrime diskreditierte und somit Gegenreaktionen provozierte. Sie machten ihn zu einem kontrovers diskutierten YouTuber.
Tanzverbot veröffentlichte Videos auf PornHub, in denen er Pornos kommentierte und darauf reagierte. Auch veröffentlichte Heinrich dort Videos, in denen er über erotische Themen sprach.
Neben Vlogs veröffentlichte Heinrich anfangs auch Videos über seine Lebensweise. Er ernährte sich von Fast Food und bevorzugte den Energydrink Booster. Als er seine Lebensweise zu ändern beschloss, lud ihn der vegan lebende YouTuber Simon Unge 2019 ein, für eine Weile bei ihm auf Madeira zu leben. Laut eigener Angabe prägte ihn die Zeit auf Madeira mit Unge und vielen weiteren YouTubern überwiegend positiv, da Unge ihm unter anderem eine gesunde Lebensweise nahelegte und mit ihm zusammen Sport trieb.
2018 arbeitete Tanzverbot für das satirische YouTube-Video Der Outfluencer mit dem Funk-Format Browser Ballett zusammen.
Im Juli 2020 war Tanzverbot einer der Gäste des von Sido und Jens „Knossi“ Knossalla veranstalteten „Angelcamps“ nahe Brandenburg an der Havel, das live auf Twitch gestreamt wurde und zeitweilig über 300.000 Zuschauer hatte. Tanzverbot führte dabei seinen Song Die Wahrheit auf, der die Zuschauer rätseln ließ, in welcher Sprache er ihn darbot. „Er rappt keine Worte, sondern Gibberish auf einem Beat“, hieß es dazu bei laut.de.
Am 13. November 2023 veröffentlichte Heinrich ein YouTube-Video mit dem Titel „wir müssen reden ...“, in dem er erklärte, er sei aufgrund einer Kaufsucht und Steuerschulden pleite.

## Rezeption
Die Tageszeitung Die Welt rechnete Tanzverbot im September 2018 dem YouTube-Genre „Asi Content“ zu. Timon Karl Kaleyta attestierte ihm 2019 in der Frankfurter Allgemeinen Sonntagszeitung eine „‚I don't give a fuck‘-Generalverweigerung gegen einen Zeitgeist der Selbstoptimierung“; Tanzverbot habe „die eigene Abscheulichkeit zur Marke entwickelt“.  Im Top Magazin wurde er im Juli 2021 unter den 70 „wichtigsten und einflussreichsten deutschsprachigen Youtuber[n]“ geführt.

### Innerhalb der YouTube-Szene
Sein dem Grammelot ähnlicher Gesangsstil wurde vor dem 2020 erschienenen Lied Die Wahrheit von Tanzverbot schon 2018 in seinem Lied Mein Leben dargeboten. Dort wurde seine Gesangsspur vom YouTuber Rezo in einen Remix mit dem Lied Mach die Robbe von Julien Bam eingebaut. Der entstandene Remix mit Tanzverbots Gesang fand als Outro-Endcard des Clip-YouTubers Hungriger Hugo, dem meistgesehenen deutschsprachigen Video-Collagisten auf YouTube, Eingang in das Genre der Reactions im deutschsprachigen Teil von YouTube und wurde damit Teil der Szenekultur. Tanzverbot hat in den Clips von Hungriger Hugo, im Rahmen von Zusammenschnitten, regelmäßig Gastauftritte.

## Diskographie
- 2017: Zahnlückenjonny
- 2018: Mein Leben
- 2018: Realtalk
- 2020: Die Wahrheit
- 2020: Double Peace
- 2023: Kilian